# Tempesta tropical Arlene (2005)
La tempesta tropical Arlene va ser una inusual, extensa i primerenca tempesta tropical que es forma durant la temporada d'huracans de l'Atlàntic de 2005. Va ser el primer cicló de la temporada.
La tempesta tropical Arlene es va formar prop d'Hondures el 8 de juny i es va desplaçar en direcció nord. Travessà l'oest de Cuba el 10 de juny i s'intensificà fins just per sota de la força mínima d'un huracà abans de fer recalada per últim cop a la panhandle de Florida l'endemà. La tempesta es va debilitar mentre continuava avançant cap al nord per sobre els Estats Units, esdevenint extratropical el 13 de juny. Arlene va ser la responsable d'una única víctima mortal i de danys menors.